# 33 (число)
33 (три́дцять три) — натуральне число між 32 і 34

## Математика
- 233  = 8589934592

## Наука
- Атомний номер Арсена
- M33 — туманність Трикутника, одна з найближчих спіральних галактик

## Дати
- 33 рік; 33 рік до н. е.
- 1833 рік
- 1933 рік